# CHa-42
CHa-42 — мисливець за підводними човнами Імперського флоту Японії, який брав участь у Другій світовій війні.
CHa-42 належав до серії допоміжних мисливців, споруджених з використанням можливостей малих суднобудівних підприємств. Ці кораблі мали дерев'яний корпус та при зникненні зацікавленості в них зі сторони збройних сил мали бути перетворені на риболовецькі судна. Спорудження корпусу CHa-42 здійснили на верфі в Джинені (Jinen), а його оснащення озброєнням провели на верфі ВМФ у Сасебо. 
У вересні 1943-го корабель включили до 31-ї спеціальної військово-морської бази, що діяла на півночі Філіппінського архіпелагу та належала до Третього Південного Експедиційного флоту (відповідав за контроль над окупованими територіями Філіппін). Не пізніше жовтня 1943-го CHa-42 почав патрульно-ескортну службу в районі Маніли.
В лютому 1945-го корабель перевели до 21-ї спеціальної військово-морської бази зі штабом у Сарабаї (головна база на сході острова Ява), що належала до Другого Південного Експедиційного флоту (відповідав за контроль над окупованими територіями західної частини Індонезії). Далі CHa-42 ніс патрульно-ескортну службу в районі між Батавією (наразі Джакарта), Сурабаєю та Банджермасіном (південно-східне завершення острова Борнео).
23 червня 1945-го в Яванському морі за понад дві сотні кілометрів на північний схід від Сурабаї CHa-42 був потоплений американським підводним човном USS Hardhead.